# Berkeley Moreton, 4. Earl of Ducie

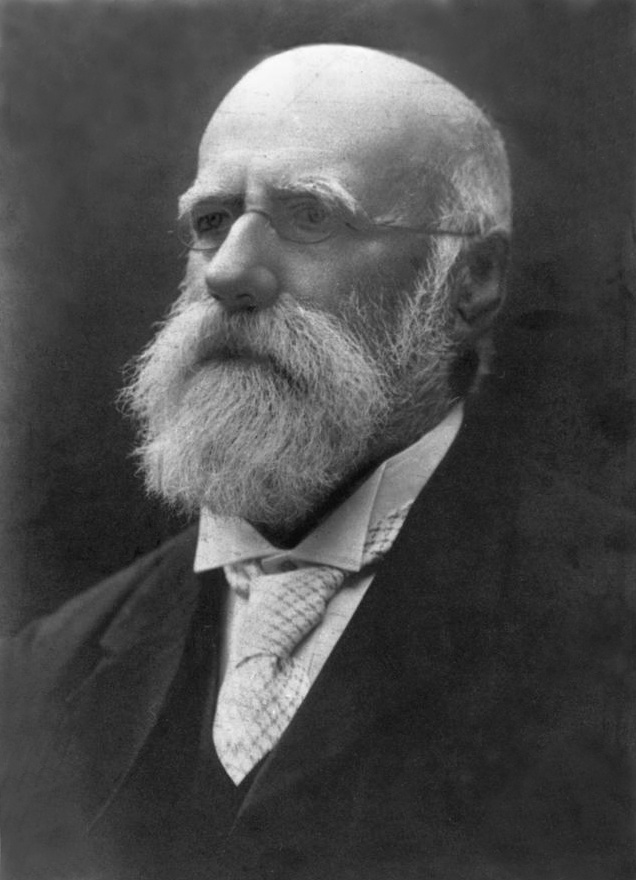
Hon. Berkeley Moreton, 1886

Berkeley Basil Moreton, 4. Earl of Ducie (geb. Reynolds-Moreton, * 18. Juli 1834; † 7. August 1924) war ein britischer Peer sowie australischer und britischer Politiker.

## Leben
Berkeley Moreton war der vierte von zehn Söhnen des Henry Reynolds-Moreton, 2. Earl of Ducie (1802–1853), aus dessen Ehe mit Hon. Elizabeth Dutton (1807–1865), Tochter des John Dutton, 2. Baron Sherborne. Als jüngerer Sohn eines Earls führte er seit 1840 das Höflichkeitsprädikat „Hon.“. Er besuchte die Rugby School und studierte am Magdalen College der Universität Oxford und am Royal Agricultural University in Cirencester.
1855 wanderte er nach Australien aus und betätigte sich dort als Viehzüchter in Wetheron in der North Burnett Region in Queensland. Er verkürzte seinen Familiennamen von „Reynolds-Moreton“ zu „Moreton“.
Von August 1870 bis Oktober 1871 war er als Abgeordneter für den Wahlbezirk Burnett, von November 1873 bis März 1875 für den Wahlbezirk Maryborough sowie von Oktober 1883 bis Mai 1888 erneut für Burnett Mitglied der Legislative Assembly of Queensland. Von März bis April 1885 hatte er kurzzeitig das Amt des Postmaster-General von Queensland inne und war anschließend von April 1885 bis Juni 1888 in Queensland Minister für öffentliche Bildung (Secretary for Public Instruction), sowie von April 1886 bis Juni 1888 parallel auch Kolonialsekretär (Colonial Secretary) für Queensland. Im Mai 1888 wurde er auf Lebenszeit ins Queensland Legislative Council berufen. Er trat vorzeitig im Juni 1891 von diesem Mandat zurück. Im Juli 1901 wurde er erneut auf Lebenszeit ins Queensland Legislative Council berufen; das Mandat endete mit der Abschaffung des Council im März 1922.
Beim Tod seines ältesten Bruders Henry Reynolds-Moreton, 3. Earl of Ducie, erbte er am 23. Oktober 1921 dessen britische Adelstitel als 4. Earl of Ducie, 7. Baron Ducie und 4. Baron Moreton. Dadurch wurde er auf Lebenszeit Mitglied des britischen House of Lords. 1922 kehrte er nach England zurück, um die Ländereien seiner Familie in Gloucestershire in Besitz zu nehmen. Er starb dort am 7. August 1924 und wurde auf dem St Leonard’s Churchyard in Tortworth bestattet.

## Ehe und Nachkommen
Am 13. Oktober 1862 heiratete er Emily Eleanor Kent († 1921), Tochter des John Kent, Commissioner der Crown Lands im Mitchell District in Queensland. Mit ihr hatte er zwei Söhne und acht Töchter:
- Capel Henry Berkeley Reynolds Moreton, 5. Earl of Ducie (1875–1952), ⚭ 1903 Maria Emma Bryant († 1958);
- Hon. Algernon Howard Moreton (1880–1951), ⚭ 1913 Dorothy Edith Annie Bell († 1958);
- Lady Eleanor Alice Moreton;
- Lady Evelyn Beatrice Moreton († 1942);
- Lady Constance Ethel Moreton († 1952);
- Lady Mary Isabel Moreton († 1957);
- Cecil Agnes Moreton († 1871);
- Lady Beatrice Lilian Moreton († 1934);
- Lady Ada Georgina Moreton († 1963);
- Lady Irmengarde Moreton (1879–1977), ⚭ 1924 Rev. John Reginald Stotten.